# Fuentes de Andalucía
Fuentes de Andalucía ist eine Gemeinde in der Provinz Sevilla in Spanien mit 7.247 Einwohnern (Stand: 2024). Sie liegt in der Comarca Écija in Andalusien. 

## Geografie
Die Gemeinde liegt in einer Agrarlandschaft zwischen dem Río Genil und dem Río Corbones. Fuentes de Andalucía grenzt an La Campana, Carmona, Écija, La Luisiana, Marchena und Palma del Río.

## Geschichte
Es gibt in der Gemeinde archäologische Fundstätten von Ansiedlungen aus prähistorischer und römischer Zeit. Die Gemeinde wurde im 13. Jahrhundert von den Christen unter Ferdinand III. erobert und gehörte zu Carmona, bis sie im 14. Jahrhundert selbständig wurde. Sie erlebte ihre Blütezeit im 18. Jahrhundert, als sie ihre heutige barocke Architektur erhielt.
Am 16. April 2022 wurde aufgrund der russischen Invasion auf die Ukraine angekündigt, dass die Gemeinde in "Ucrania" umbenannt wird.

## Sehenswürdigkeiten
Zu den Sehenswürdigkeiten gehört die Burg Castillo de Monclova, die Kirche Santa María de las Nieves, die Kirche San José oder das Haus der Fernández Peñaranda.